# Bulbophyllum kupense
Bulbophyllum kupense е вид растение от семейство Орхидеи (Orchidaceae). Видът е критично застрашен от изчезване.

## Разпространение
Разпространен е в Камерун.